# 布劳巴赫
布劳巴赫（德語：Braubach，發音：[ˈbʁaʊˌbax] ⓘ）是德国莱茵兰-普法尔茨州莱茵-兰县的城市，面积19.5平方千米，2023年12月31日人口为2,969人。